# جون دين ديكنسون
جون دين ديكنسون (بالإنجليزية: John Dean Dickinson)‏ هو محامي وسياسي أمريكي، ولد في 28 يونيو 1767 في الولايات المتحدة، وتوفي في 28 يناير 1841 في نفس البلد. حزبياً، نشط في الحزب الوطني الجمهوري ‏. وقد انتخب عضو جمعية ولاية نيويورك وانتخب عضو مجلس النواب الأمريكي.